# Баканасский сельский округ
Баканасский сельский округ — административная единица в составе Балхашского района Алматинской области. Административный центр — Баканас.

## Административное устройство
- Баканас
- Бояулы
- Ушжарма.
- Ботанический сад
- ЛХПП питомник КАТО kz.19.36.30.206
- кр.хоз Чингизхан КАТО kz.19.36.30.209

## Население
По данным переписи 2009 года, население округа — 5461 человек.